# Quai de Montebello
Der Quai de Montebello ist eine Straße am Seineufer im 5. Arrondissement von Paris.

## Lage
Die Straße beginnt an der Einmündung Rue Maître Albert und führt als Einbahnstraße bis zum Place du Petit Pont.

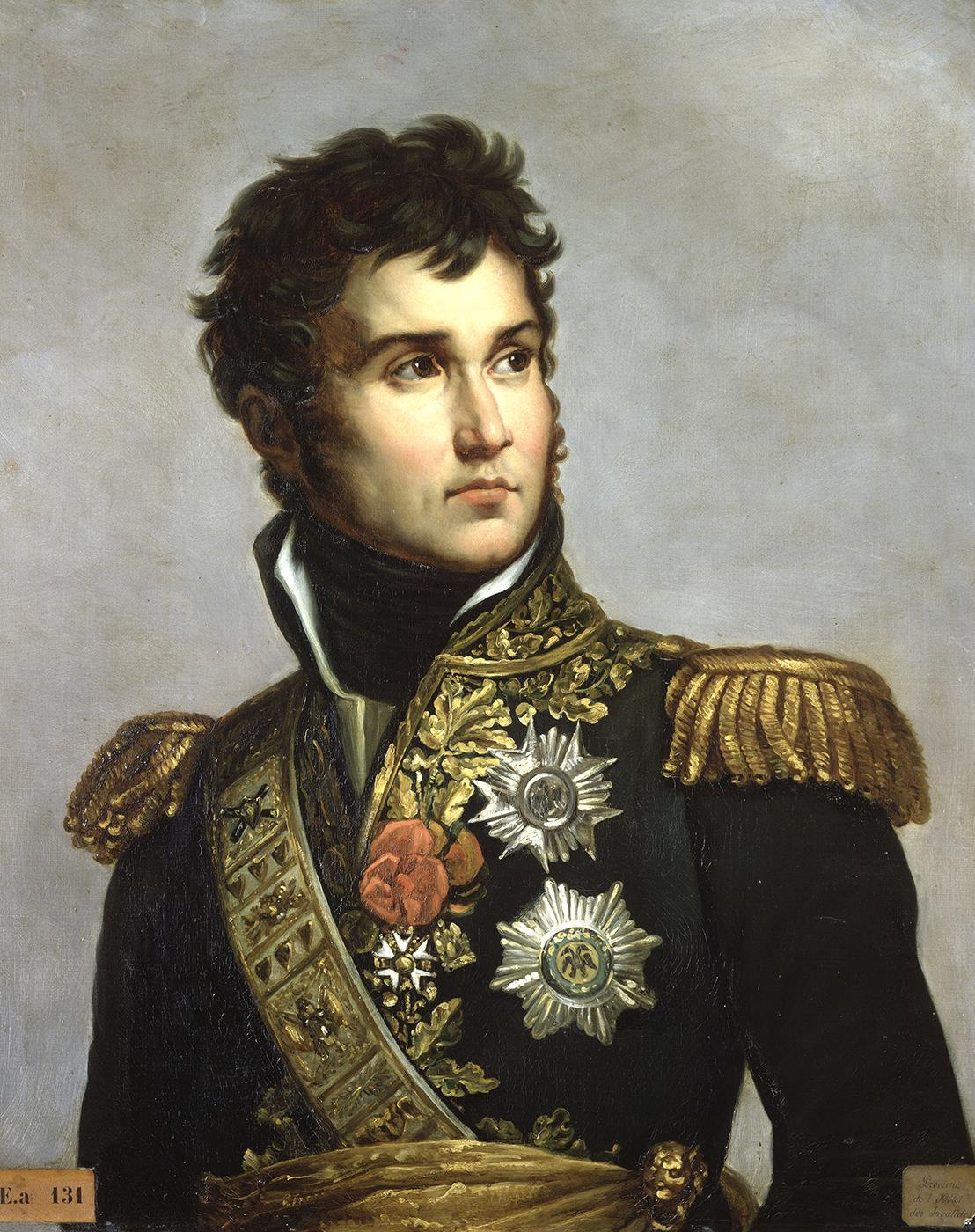
Jean Lannes, duc de Montebello

## Namensursprung
Dieser Kai ehrt Jean Lannes, Herzog von Montebello (1769–1809), General der Revolution und des Kaiserreichs, der in die Würde eines Marschalls des Kaiserreichs erhoben und in der Schlacht von Essling getötet wurde.

## Geschichte
Am 13 floréal an VII (2. Mai 1799) sah ein vom Rat für Zivilbauten erstellter Bericht die Schaffung eines Kais zwischen dem Quai des Miramiones (heute Teil des Quai de la Tournelle) und dem Petit Pont vor. Das linke Ufer des kleinen Seinearms wurde damals „Les Grands Degrés“ genannt.
Im Jahr 1817 wurde zwischen der Rue Maître Albert und der Pont au Double eine Brüstungsmauer errichtet. Durch einen Ministerbeschluss vom 5. Oktober 1818 wurde der so geschaffene Kai „Quai de la Bûcherie“ genannt. Dieser Kai wurde durch den königlichen Erlass vom 22. Mai 1837 bis zur Petit Pont verlängert. Eine neue Filiale des Hôtel-Dieu wurde 1840 von Jean-Jacques-Marie Huvé erbaut und das alte Gebäude teilweise abgerissen. Ein königlicher Erlass vom 29. April 1839 sieht die Erweiterung des Kais an der Stelle Nr. 2 bis 14 der Rue Maître Albert vor. Der Quai de la Bûcherie wird 1843 in Quai de Montebello umbenannt.
Im Jahr 1887 wurde die Rue Lagrange zwischen Place Maubert und Quai de Montebello angelegt. Als Folge wurde der Teil der Rue de la Bûcherie zwischen der Rue du Fouarre und der Rue Saint-Julien le Pauvre aufgehoben. Die Überreste des Gebäudes Saint-Charles und des 1840 erbauten Anbau Hôtel-Dieu wurden jedoch erst 1908–1909 abgerissen.